# Synogarlica rdzawosterna
Synogarlica rdzawosterna (Nesoenas mayeri) – gatunek średniej wielkości ptaka z rodziny gołębiowatych (Columbidae). Występuje endemicznie na Mauritiusie oraz położonej u jego wschodnich wybrzeży wysepce Île aux Aigrettes. Był bliski wymarcia około 1980 roku, obecnie ma status gatunku narażonego.

## Taksonomia
Międzynarodowy Komitet Ornitologiczny (IOC) za podgatunek synogarlicy rdzawosternej uznaje wymarłą synogarlicę reuniońską (Nesoenas duboisi) z Reunionu, jednak wielu autorów traktuje ją jako odrębny gatunek.

## Morfologia
Głowa, szyja, wierzch i spód ciała różowawe, bielejące na czole, policzkach i górnej części gardła. Z wierzchu ciała barwa różowa ciemnieje. Górna część grzbietu i skrzydła brązowe, momentami w odcieniu oliwkowym lub rudawym. Niższa część grzbietu i kuper szare, kuper posiada kasztanowy odcień. Pokrywy nadogonowe i sterówki cynamonowe. Zewnętrzna para sterówek na chorągiewkach zewnętrznych płowa. Pokrywy podogonowe różowe. Pokrywy podskrzydłowe szarobrązowe. Tęczówka żółta, dziób żółty, lecz czerwony u nasady. Nogi i stopy czerwone. Niektóre osobniki u nasady dzioba i na brodzie posiadają pojedyncze brązowawe pióra. Wymiary średnie (okazy pochodzące z Muzeum Brytyjskiego): całkowita długość około 39,3 cm, w tym 16,5 cm na ogon i 2,1 cm na dziób. Skrzydło mierzy około 21,6 cm, skok 3,3 cm.

## Zasięg występowania
Całkowity zasięg występowania obejmuje około 320 km² w południowo-zachodniej części Mauritiusu oraz na położonej u jego wschodnich wybrzeży wysepce Île aux Aigrettes; w pozostałych rejonach Mauritiusu gatunek wyginął. Środowisko życia stanowią wilgotne górskie lasy, w których występują rośliny z rodzajów Callophyllum i Syzygium oraz Labourdonnaisia glauca i Sideroxylon puberulem.

## Behawior
Występuje zarówno pojedynczo, jak i parami i w małych grupach. W poszukiwaniu pożywienia może przelecieć do 8 km. Żywi się owocami i jagodami, zbieranymi z drzew lub z ziemi; należą do roślin z gatunków np. Nuxia verticilata, Apholia theiformis, Erythrospermum monticolum, Lantana camara, Diospyros tesselaria i Pittosporum senacia, zjada również liście roślin z rodzajów Eugenia i Ligustrum. Zawołanie stanowi głos kuu-ah, kuu-ah, kuu, woo-woo-woo. Odzywa się również ra-ra-rark-rark.

## Lęgi
Lęgi rozpoczynają się wczesnym styczniem. Gniazdo, umieszczone na drzewie, stanowi luźna platforma z patyków. W lęgu dwa białe jaja. Inkubacja trwa 13–18 dni. Młode są w pełni opierzone po około 20 dniach od wyklucia.

## Status, zagrożenia
Gatunek ten w stanie dzikim prawie wymarł, jednak dzięki podjętym działaniom ochronnym i prowadzonemu w niewoli rozrodowi populacja na wolności wzrosła z zaledwie 10 dorosłych osobników w 1980 do 50 w 1993 i 300 w 2000. Obecnie populacja szacowana jest na 250–999 dorosłych osobników. Od 2018 IUCN uznaje synogarlicę rdzawosterną za gatunek narażony (VU, Vulnerable). Poprzednio, od 2000 posiadała status gatunku zagrożonego wyginięciem (EN, Endangered), a jeszcze wcześniej – od 1994 – status gatunku krytycznie zagrożonego (CR, Critically Endangered). Zagrożenie stanowi wycinka lasów oraz drapieżnictwo ze strony introdukowanych gatunków, jak makak krabożerny (Macaca fascicularis) oraz mangusta złocista (Herpestes auropunctatus). Gatunek spotykany na trzech obszarach uznanych za Important Bird Area. W grudniu 2016 rozpoczęto translokację ptaków z niewoli do Vallée de Ferney na wschodzie wyspy. Do czerwca 2017 wypuszczono 30 ptaków.